# Американський злочин (телесеріал)
Американський злочин (англ. American Crime) — кримінальний телесеріал-антологія американської сезону 2014—2015 років телемережі ABC, що у четверговий праймтайм (22.00) 5 березня 2015 повинен замінити серіал «Як уникнути покарання за вбивство», показ першого сезону якого тоді має завершитись. Увага серіалу зосереджена на питаннях раси, гендерної політики, майнової нерівності і їхній вплив на розслідування і судовий розгляд справ.

## Виробництво серіалу
Телемережа АВС у жовтні 2013 оголосила про можливість створення пілотної серії на основі ідеї лауреата премії «Оскар» Джона Рідлі, у січні 2014 було підписано контракт на її створення, а у лютому було оголошено імена перших акторів, що мали взяти участь в серіалі. На початку березня на головну чоловічу роль затвердили Тімоті Гаттона, на роль матері дружини вбитого Пенелопу Енн Міллер і головну жіночу роль Фелісіті Гаффман. Пілотну серію зняли у Остіні, Техас.
Події розвиваються у каліфорнійському містечку Модесто, де відбувся напад на молоду пару змішаної раси. Справа розпалює напругу через расову, сексуальну дискримінацію, приймаючи загальнонаціональний розголос.
8 травня 2014 телемережа АВС замовила епізоди першого сезону серіалу. Дистриб'ютором серіалу виступає Disney–ABC Domestic Television. Перша закордонна телемережа CTV закупила серіал для показу у Канаді.

## Актори
- Фелісіті Гаффман — Барб Генлон
- Тімоті Гаттон — Чак Скокі
- Вільям Ерл Браун[en] — Том Гермон
- Джерард Кетлін[en] — Обрі Тейлор
- Беніто Мартінез[en] — Алонсо Гутьєррес
- Пенелопа Енн Міллер — Єва Гермон
- Річард Кабрал — Гектор Тонц
- Елвіс Ноласко — Картер Нікс
- Джонні Ортіз — Тоні Гутьєррес
- Джанель Молоні — Раелін